# Julie Su
Julie A. Su (ur. 19 lutego 1969) – amerykańska polityczka i prawniczka, pełniąca obowiązki Sekretarza Pracy Stanów Zjednoczonych od 2023 roku w gabinecie Joego Bidena.

## Życiorys
Julie A. Su urodziła się 19 lutego 1969 roku. Ukończyła studia na Uniwersytecie Stanforda oraz w Harvard Law School i otrzymała stypendium Skadden. Jej początkowa kariera zawodowa była związana z prawami pracowniczymi i prawami obywatelskimi. Była między innymi dyrektorką ds. litigacji w Asian Americans Advancing Justice-Los Angeles, największej organizacji non-profit w Stanach Zjednoczonych poświęconej problemom społeczności azjatycko-amerykańskiej.
W latach 2011–2018 pełniła funkcję komisarza pracy w kalifornijskiej agencji stanowej California Labor and Workforce Development Agency (LWDA). Była odpowiedzialna za egzekwowanie przepisów pracy stanu oraz zapewnianie sprawiedliwych i uczciwych warunków pracy dla pracowników i pracodawców. W 2014 roku zainicjowała pierwszą wielojęzyczną, multimedialną kampanię na skalę całego stanu pod hasłem "Wage Theft Is a Crime", mającą na celu dotarcie do pracowników nisko opłacanych oraz ich pracodawców, aby pomóc im zrozumieć ich prawa i poczuć się bezpieczni, wyrażając swoje opinie na temat nadużyć w prawie pracy.
13 lipca 2021 roku została potwierdzona przez Senat Stanów Zjednoczonych na stanowisko zastępcy sekretarza pracy. Objęła funkcję tego samego miesiąca. Poprzedni zastępca, Patrick Pizzella, zwolnił urząd w styczniu tego samego roku. Jako zastępca sekretarza, Julie Su pełniła funkcję faktycznego dyrektora operacyjnego departamentu, nadzorując jego siłę roboczą, zarządzając budżetem i realizując priorytety sekretarza pracy. 11 marca 2023 roku objęła stanowisko pełniącej obowiązki Sekretarza Pracy, zastępując tym samym sekretarza Marty'ego Walsha.